# 意気消沈
| ウィキペディアには「意気消沈」という見出しの百科事典記事はありません（タイトルに「意気消沈」を含むページの一覧/「意気消沈」で始まるページの一覧）。 代わりにウィクショナリーのページ「意気消沈」が役に立つかもしれません。 |